# Андраде, Жуан Паулу
Жуан Паулу Андраде (порт. João Paulo Andrade), более известный как Жуан Паулу (род. 6 июня 1981 года в Лейрии) — португальский футболист, играет в основном на позиции центрального защитника.

## Клубная карьера
Воспитанник академии «Униан Лейрия», Жуан Паулу был отдан в аренду скромному «Униан ди Томар» в 2000/01 сезоне, вернувшись в Лейрию в следующем сезоне, под руководством Жозе Моуринью он быстро стал ключевым игроком первой команды, а также получил вызов в молодёжную сборную.
В январе 2003 года, будучи капитаном команды, он был отдан в аренду «Спортингу», но сыграл за столичный клуб только шесть матчей.
После проведения двух следующих сезонов в хорошей форме Паулу в июне 2006 года был продан одному из грандов чемпионата Португалии, «Порту». Однако во время предсезонной подготовки он получил серьёзную травму колена, которая выбила его из строя на несколько месяцев. Он был только третьим или четвёртым в конкуренции за свою позицию. Он сыграл лишь два матча в стартовом составе: в одном он забил гол, внеся свой вклад в победу со счётом 3:0 над прежним клубом «Униан Лейрия»; в другом был удалён с поля в финале кубка, проигранном «Спортингу».
В августе 2008 года Жуан Паулу наряду с товарищем по команде, Питбулем, был отдан в аренду румынскому клубу «Рапид Бухарест», где играл под руководством своего соотечественника Жозе Пезейру.
Позже он переехал во Францию, подписав трёхлетний контракт с «Ле-Ман» ценой около € 1,5 миллиона. Он начал сезон в качестве игрока основы, но в итоге потерял роль в команде после увольнения соотечественника Паулу Дуарти, сезон для клуба завершился вылетом из Лиги 1.
Жуан Паулу вернулся в Португалию в течение 2010/11 сезона, присоединившись к «Витория Гимарайнш». 3 апреля 2011 года он забил свой первый гол за основную команду «Витории», сравняв счёт на последней минуте матча против своей бывшей команды, «Спортинг», в итоге была зафиксирована ничья 1:1.
2 марта 2017 года после четырёх сезонов в трёх клубах чемпионата Кипра Жуан Паулу вернулся на родину, подписав контракт с любительским «Мариньенсе».

## Карьера в сборной
Паулу представлял страну на молодёжном чемпионате Европы 2004 и летних Олимпийских играх в том же году. В основную сборную не привлекался.

## Достижения
«Порту»
- Чемпионат Португалии: 2006/07, 2007/08
- Кубок Португалии (финалист): 2007/08

«Омония»
- Суперкубок Кипра: 2012